# 蘇天福
蘇 天福（そ てんふく、Sū Tiānfú、? - 1863年）は、清末の捻軍の反乱の指導者の一人。回族。蘇添福とも。
河南省帰徳府永城県出身。塩の密売を行っていたが、捻党の張楽行・龔得樹と知り合い義兄弟となった。1854年、太平天国軍の北伐に呼応して、捻軍を率いて永城を占領した。しかし団練との抗争に敗れ、亳州に撤退した。
1855年、捻軍は亳州雉河集で会議を開き、五旗軍制を定め、張楽行が盟主兼黄旗軍首領となった。蘇天福は黒旗軍首領となり、順天王と称した。張楽行と蘇天福は雉河集を出発して、河南省・安徽省の省境で清の提督のウルンゲ（武隆額）を破った。1956年には河南省に入り、帰徳で河南巡撫英桂（イングイ）を包囲した。
1857年、太平天国軍が北上して六安を占領すると、捻軍の張楽行・龔得樹・蘇天福と太平天国軍の李秀成・陳玉成が会談を行い、連合して清軍と戦うことになった。このとき蘇天福は太平天国から立天侯に封ぜられた。その後、1858年には三河の戦いに参加し、1859年には定遠を攻略して安徽巡撫の翁同書を敗走させた。その後定遠の守備についていたが、1961年に張楽行とともに根拠地の淮北に帰った。
1862年、清がホルチン郡王センゲリンチン（僧格林沁）に河南省・山東省・安徽省の軍務を一任して、数万の兵を派遣したことで形勢は厳しくなった。1863年3月、雉河集で張楽行・蘇天福の捻軍20万とセンゲリンチン軍が死闘を繰り広げたが、捻軍の敗北に終わり、張楽行と蘇天福はともに捕らえられ処刑された。